# NGC 2024
NGC 2024 (Sh2-277) は、オリオン座の散光星雲である。
NGC2024に対し、オリオンのベルトの最も東の星ζ星は、高エネルギーの紫外線を照射し、星雲内の大きな水素ガス雲から電子を飛び出させている。
また、電子と電離した水素を再結合する事が多々ある。
星雲の明るく輝くガスの正面に位置する暗い部分は濃いガスと塵である。
NGC 2024は、オリオン座分子雲の一部である。

## 画像

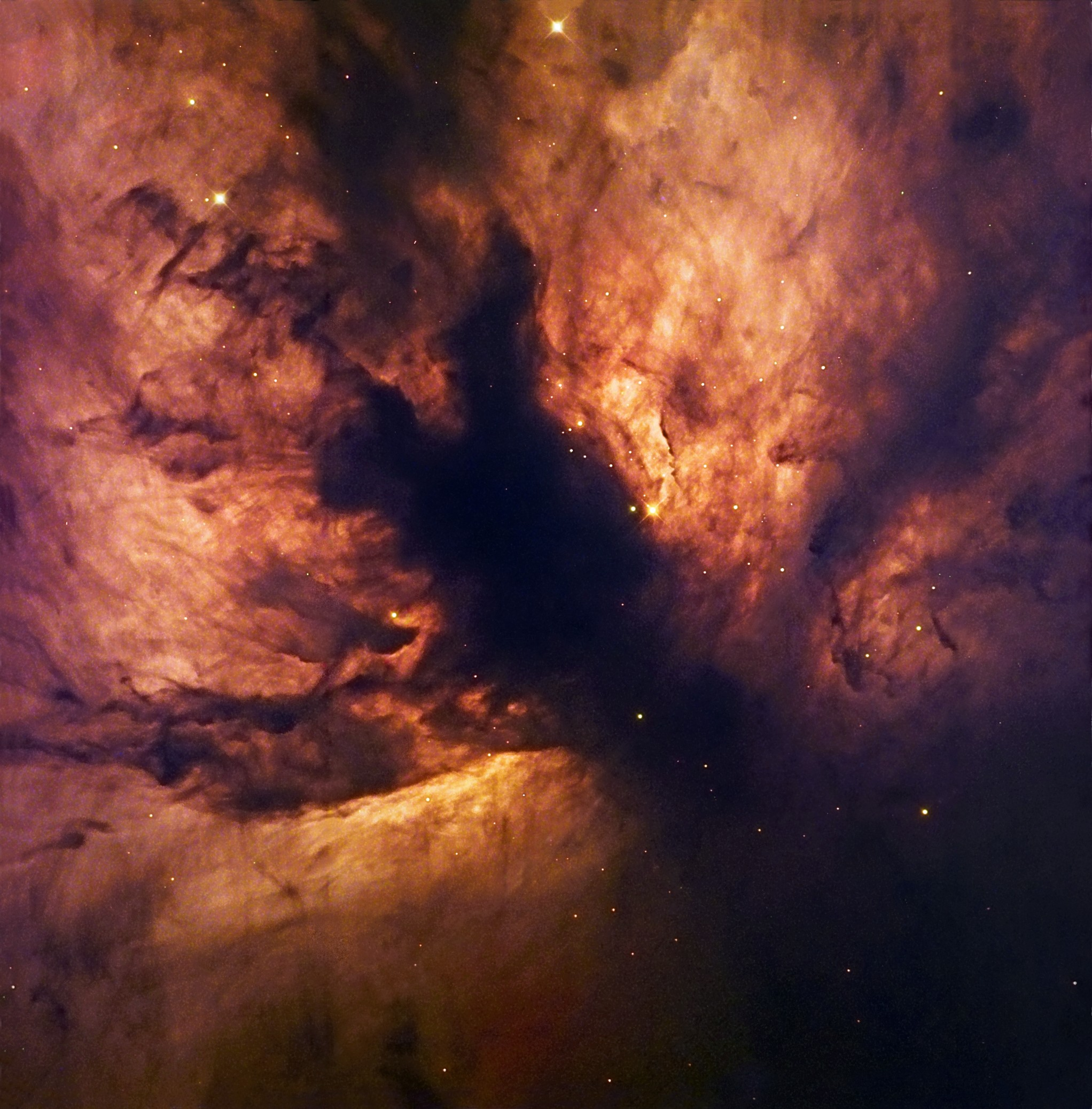
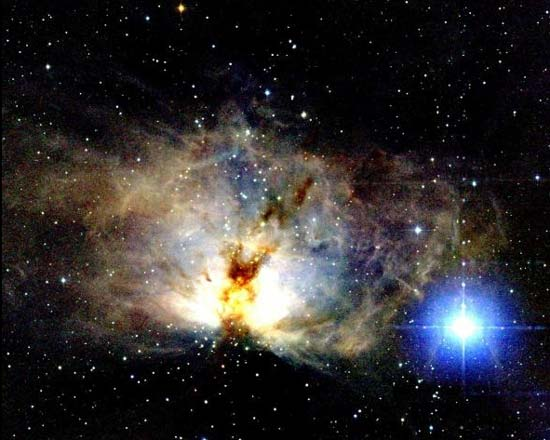

- ウィキメディア・コモンズには、NGC 2024に関するカテゴリがあります。